# Banca en España

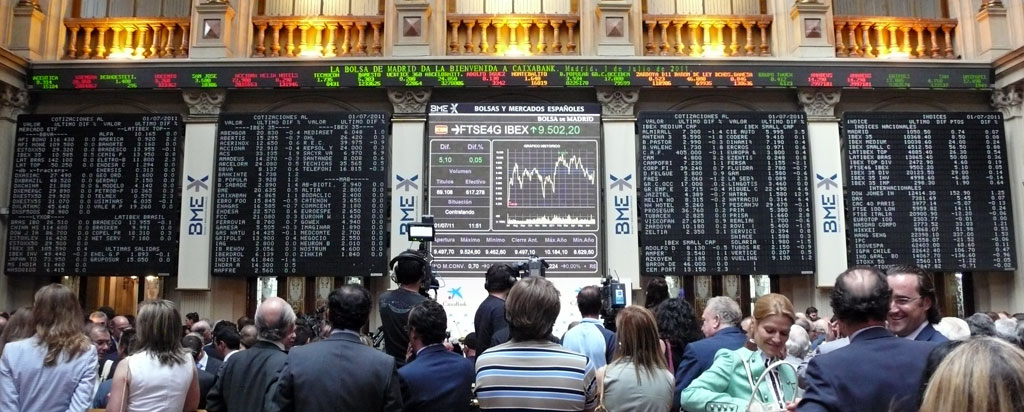
Bolsa de Valores de Madrid, España.

El presente artículo aborda el tema de la banca en España, país que cuenta con un potente sistema de finanzas, con gran número de bancos comerciales y cajas de ahorros, que en total alcanzan una capitalización de 176.678.000.000 € y que le sitúa el 8º del mundo, por detrás de Estados Unidos de América, Reino Unido y Francia, entre otros. Dos bancos españoles se sitúan entre los 40 primeros del mundo por capitalización bursátil: Banco Santander (12º) y Banco Bilbao Vizcaya Argentaria (36º).

## Moneda
La unidad monetaria es el euro y se emite por el Banco de España, en coordinación con el Banco Central Europeo. Desde el 1 de enero de 1999, el euro se vinculó al valor de la peseta, con un cambio fijo de 166,386 pesetas por euro. El 1 de enero de 2002, se introdujeron los billetes y monedas de euro, y el 28 de febrero del mismo año, la peseta dejó de circular, siendo el euro la única moneda de curso legal, aunque los ciudadanos en posesión de pesetas siempre podrán cambiarlas por euros en el Banco de España.

## Banco de España
El Banco de España es el banco central de España. Es una entidad de Derecho público con personalidad jurídica propia y plena capacidad pública y privada. En el desarrollo de su actividad y para el cumplimiento de sus fines actúa con autonomía respecto a la Administración General del Estado. El Banco de España es parte integrante del Sistema Europeo de Bancos Centrales y por tanto está sometido a las disposiciones del Tratado de la Comunidad Europea y a los Estatutos del Sistema Europeo de Bancos Centrales SEBC  y de las Disposiciones Institucionales del Banco Central Europeo.

## Fondo de garantía de depósitos
En España, el fondo de garantía de depósitos es un fondo financiado por los bancos, cajas de ahorro, cooperativas de crédito y el Banco de España para cubrir las pérdidas de los depositantes en caso de insolvencia de alguna entidad financiera.

## FROB
El Fondo de reestructuración ordenada bancaria  (FROB) es un fondo creado en España con motivo de la crisis financiera de 2008. Se enmarca dentro de las medidas y planes de rescate con dinero público e incentivación de la economía —y, especialmente, del sector financiero— puestos en marcha por los distintos gobiernos y autoridades monetarias.
El FROB tiene por objeto gestionar los procesos de reestructuración de entidades de crédito y contribuir a reforzar sus recursos propios en los procesos de integración entre entidades. Este tiene una dotación de 9.000 millones de euros, de los cuales el 75% (6.750 millones de euros) está financiado con cargo a los Presupuestos Generales del Estado y los remanentes del Fondo de Adquisición de Activos Financieros y el 25% restante (2.250 millones de euros) por los distintos fondos de garantía de depósitos de bancos, cajas de ahorro y cooperativas de crédito.
Está administrado por una comisión rectora integrada por ocho miembros —cinco de ellos a propuesta del Banco de España y tres en representación de los fondos de garantía de depósitos— presidida por el subgobernador del Banco de España.

## Normativa
La principal normativa reguladora de los bancos en España es la Ley de Ordenación Bancaria, de 31 de diciembre de 1946.
(DEROGADA)

## AEB
La Asociación Española de Banca, AEB, es una asociación profesional que integra a casi todos los bancos que operan en España, tanto españoles como extranjeros. La afiliación a dicha organización es voluntaria.

## Instituciones financieras monetarias (IFM)
Designa al conjunto de entidades financieras residentes en la zona del euro que se consideran creadoras de dinero, incluyendo al  Eurosistema (Banco Central Europeo y bancos centrales nacionales), las entidades de crédito residentes en la zona euro y aquellas otras entidades financieras residentes cuya principal actividad consiste en admitir depósitos o sustitutivos próximos y conceder créditos o invertir en valores por cuenta propia.
El Banco de España facilita el listado de instituciones financieras monetarias catalogado por países.

## Fondo Monetario Internacional
Formado por 191 países, entre ellos España, tiene tres misiones principales: promover la cooperación monetaria internacional, alentar la expansión del comercio internacional y del crecimiento económico, y desalentar políticas que vayan en perjuicio de la prosperidad.